# Маасикас, Мирьям
Ми́рьям Вениами́новна Ма́асикас (эст. Mirjam Maasikas, урожд. Мирьям Беньяминовна Кофкина (Ковкина, эст. Mirjam Kofkin); 10 октября 1916, Юрьев, Лифляндская губерния, Российская империя — 28 сентября 1992, Таллин, Эстония) — эстонская и советская художница по стеклу и гравёр. Большую часть своей карьеры работала на стекольном заводе «Тарбеклаас» в Эстонии.

## Биография
Мирьям Маасикас родилась в 1916 году Юрьеве (Лифляндская губерния, Российская империя) в семье Беньямина Мозеса Кофкина.
Во время Второй мировой войны Мирьям Маасикас служила санинструктором в 917-м стрелковом полку 249-й эстонской стрелковой дивизии. Была награждена медалью «За боевые заслуги» за то, что 22 марта 1945 «под сильным огнём противника вынесла с поля боя 15 раненных и оказала им первую помощь», и орденом Отечественной войны I степени.
В 1955 году окончила Государственный художественный институт Эстонской ССР в Таллине, где училась на кафедре художественной обработки стекла под руководством профессора Макса Роосма. После окончания института вместе с сокурсницей Инги Вахер она была направлена на стекольный завод «Тарбеклаас» в качестве гравёра, так как на заводе ещё не было рабочих мест для художников, но завод остро нуждался в высококвалифицированных гравёрах, способных выполнять сложные задачи. Начиная с 1960 года и по 1983 год Мирьям Маасикас была художником и главным художником завода «Тарбеклаас».
Мирьям Маасикас умерла в 1992 году и похоронена на кладбище Рахумяэ в Таллине.

## Творчество

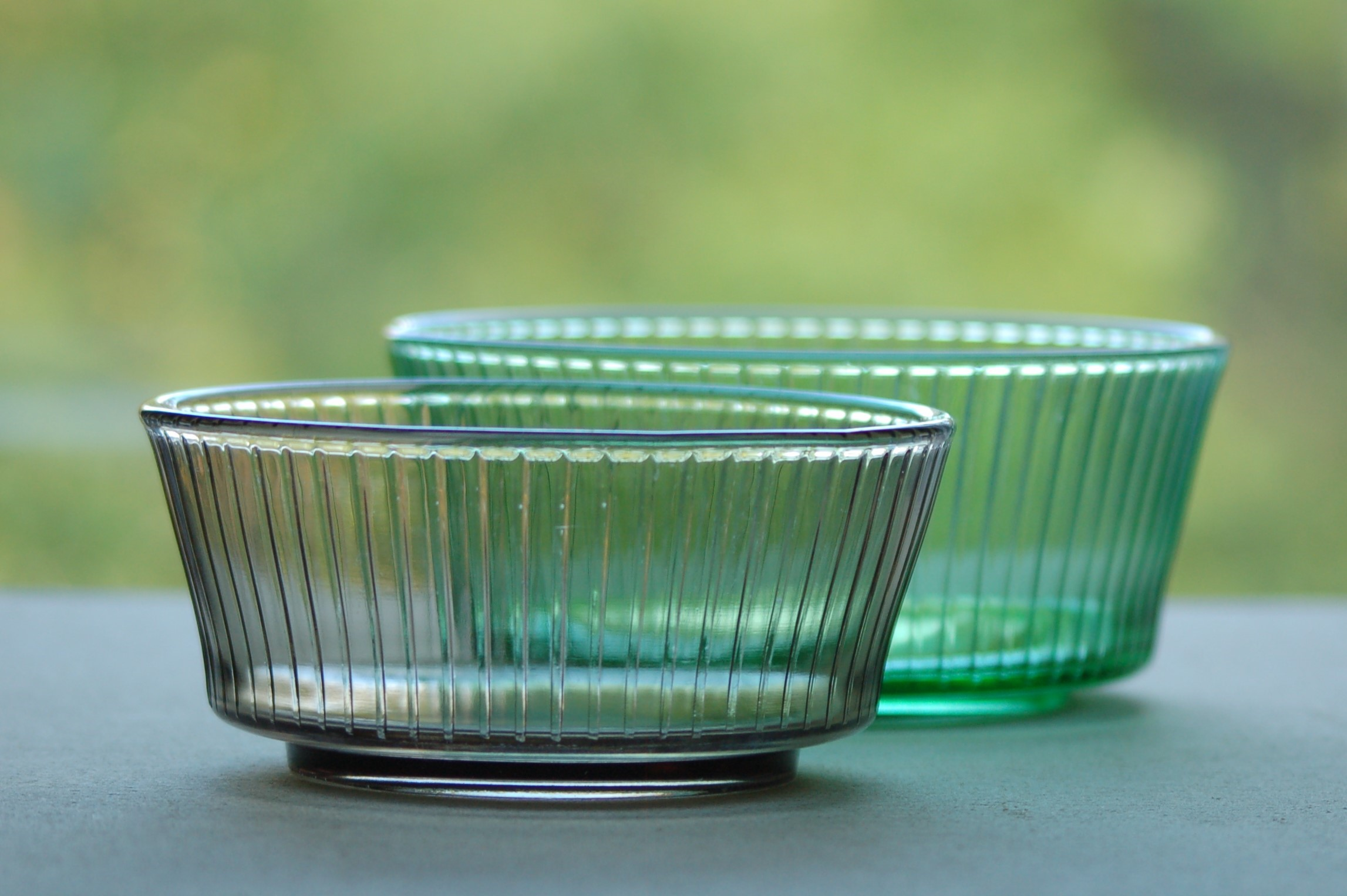
Набор мисок «Салат», автор Мирьям Маасикас (Тарбеклаас)

Во главе с главным художником Хельгой Кырге, Мирьям Маасикас и Инги Вахер образовали единую команду. Ими был разработан индивидуальный, узнаваемый стиль изделий завода «Тарбеклаас», а по мнению исследователей это также послужило основой для развития современного художественного стеклоделия в Эстонии.

В середине 50-х годов ситуация начала меняться … на фабрику пришли молодые художники — Хельга Кырге, Мирьям Маасикас, Инги Вахер и Волдемар Сойвер. Их стремление сделать продукцию более уместной принесло свои плоды в начале 60-х, когда большая часть изделий создавалась по своим эскизам.— Дина Малова
Дизайны Мирьям Маасикас в основном выполнены из дымчатого стекла. Их отличает простота и выверенная пропорциональность форм, лаконичный декор и практичность.
Среди наиболее известных её работ выполненных для «Тарбеклааса» — блюда «Атланд», набор мисок «Салат», а также очень популярный набор «Инна», который выпускали на «Тарбеклаасе» с 1972 по 1984 год.
Работы Мирьям Маасикас хранятся в собрании музея прикладного искусства и дизайна Эстонии.

## Выставки
В 1977 году в Государственном художественном музее Эстонской ССР проходила персональная выставка Мирьям Маасикас, где большую часть экспозиции составляло свободное творчество художницы. На основе этой выставки была выпущена книга.
В 2016 году в музее прикладного искусства Эстонии прошла большая выставка изделий стекольного завода «Тарбеклаас» «Местная красота. Тарбеклаас». На этой выставке были представлены работы всех художников завода, в том числе работы Мирьям Маасикас. На основе выставки была выпущена книга-каталог для широкого круга читателей, позволяющая узнать о происхождении и авторах бытовой посуды и художественных изделий из стекла.